# Kim Min-seok (actor)
Kim Min-seok (hangul: 김민석, hanja: 金玟錫; Busan, 24 de enero de 1990), también conocido como Kim Min-suk, es un actor, presentador y cantante surcoreano.

## Biografía
Es buen amigo de los cantantes surcoreanos L y Dongwoo del grupo "INFINITE", así como del actor y modelo Shon Min-ho y Lee Joo-bin.
El 10 de diciembre del 2018 se enlistó para comenzar con su servicio militar obligatorio, el cual finalizó el 20 de julio del 2020.

## Carrera
Es miembro de la compañía discográfica "Woollim Entertainment", en noviembre del 2017 se anunció que dejaría la agencia.
Ha aparecido en sesiones fotográficas para "Dazed", "The Celebrity", entre otras.
En enero del 2012 se unió al elenco principal de la serie Shut Up Flower Boy Band donde dio vida al divertido Seo Kyung-jong, el encargado del teclado en la banda "Eye Candy" hasta el final de la serie en marzo del mismo año.
El 11 de julio del 2014 se unió al elenco recurrente de la serie Hi! School: Love On donde interpretó al estudiante Park Byung-wook, un miembro del grupo de Choi Jae-suk (Kim Young-jae) hasta el final de la serie en diciembre del mismo año.
En abril de 2015 se unió al elenco secundario de la serie Who Are You: School 2015 donde interpretó al joven estudiante Min Suk. Ese mismo año se unió al elenco recurrente de la serie Imaginary Cat donde interpretó a Yook Hae-gong, hasta el 2016.
En febrero de 2016 se unió al elenco secundario de la popular serie Descendants of the Sun donde interpretó al soldado de primera clase Kim Gi-beom de las fuerzas armadas, que posteriormente es promovido a sargento mayor, hasta el final de la serie ese mismo año. En junio de 2016 se unió al elenco secundario de la serie Doctor Crush donde dio vida a Choi Kang-soo, un médico residente de primer año de neurocirugía del Hospital Gookil, hasta el final de la serie en agosto del mismo año.El 3 de julio del mismo año se unió como copresentador del programa de música Inkigayo junto a la actriz Gong Seung-yeon y la cantante Yoo Jeong-yeon, hasta el 22 de enero del 2017.
Participó en el programa de canto King of Mask Singer donde concursó bajo el alias de "The Sun's Junior" y en el programa de televisión Celebrity Bromance junto a su amigo L.
Apareció por primera vez como invitado en el popular programa de variedades Running Man donde formó equipo con Song Ji-hyo y Yoon Kyun-sang y posteriormente con Park Shin-hye, Yoo Jae-suk y Gary durante el episodio n.º 304
En enero del 2017 se unió al elenco secundario de la serie Defendant donde interpretó a Lee Sung-gyu, un convicto de la prisión Wol-jeong acusado de asalto que se encarga de proteger a Park Jung-woo (Ji Sung), hasta el final de la serie en marzo del mismo año.
Participó en la vigésimo novena temporada del programa de variedades Law of the Jungle in Kota Manado junto a Kim Byung-man,
Kang Tae-oh, Yoon Jung-soo, Kim Young-chul, Kangnam, Sungyeol y Kyungri.
También en agosto del mismo año se unió al elenco secundario de la serie Age of Youth 2 donde dio vida a Seo Jang-hoon, el encargado y dueño de "Belle Epoque".En octubre del mismo año se unió al elenco secundario de la serie Because This is My First Life (también conocida como "This Life Is Our First") donde interpretó a Sim Won-seok, hasta el final de la serie en noviembre del mismo año.Ese mismo mes realizó una aparición especial en la serie The Beauty Inside donde interpretó a Han Se-gye, durante una de sus transformaciones.A finales del mismo mes se anunció que se había unido al elenco principal del especial Drama Special - Almost Touching (también conocida como "May Reach, May Not Reach") donde dio vida a Sung Chan, una persona juguetona y tsundere. El drama especial será estrenado en noviembre del mismo año.
El 22 de diciembre del 2020 se unió al elenco de la serie Amor en la ciudad (también conocida como "City Couple’s Way of Love") donde interpretó a Choi Kyung-joon, un realista y cínico arquitecto, quien a pesar de autoproclamar ser un observador pasivo del mundo y que rara vez se enoja, se niega a quedarse al margen y observar cuando otras personas maltratan a Seo Rin-yi (So Joo-yeon) su novia de toda la vida.
El 17 de junio de 2021 apareció en la película Shark: The Beginning donde dio vida a Cha Woo-sol, un joven que debe ser fuerte para sobrevivir.El 29 de junio del mismo año se unió al elenco principal de la serie Starting Today, Engine ON donde interpretó a Cha Dae-hyun, un genio mecánico de automóviles que es extremadamente apasionado y hábil cuando se trata de autos, pero torpe con el amor, ya que es incapaz de expresar sus sentimientos por No Yu-hwa (Im Hyeon-joo), hasta el final de la serie el 20 de julio del mismo año.
En septiembre del mismo año se anunció que se había unido al elenco principal de la serie Mi San Valentín militar, donde da vida a Lloyd, una estrella mundial que tiene aficionadas femeninas en todo el mundo y que se alista en el ejército después de ser arrastrado por alguna forma de conspiración y experimenta un torbellino de eventos. La serie se esperaba que fuera estrenada en el canal JTBC en 2022, pero lo fue dos años más tarde, en 2024, en la plataforma Viki.

## Filmografía

### Series de televisión
| Año     | Título                          | Personaje                | Notas                     | Ref.          |
| ------- | ------------------------------- | ------------------------ | ------------------------- | ------------- |
| 2012    | Shut Up Flower Boy Band         | Seo Kyung-jong           | 16 episodios              |               |
| 2014    | Aftermath                       | Cho In-ho                | Serie web                 |               |
| 2014    | Hi! School: Love On             | Park Byung-wook          |                           |               |
| 2015    | Who Are You: School 2015        | Min Seok                 |                           |               |
| 2015-16 | Imaginary Cat                   | Yook Hae-gong            |                           |               |
| 2016    | Descendants of the Sun          | Kim Ki-beom              |                           |               |
| 2016    | Doctor Crush                    | Dr. Choi Kang-soo        | 19 episodios              |               |
| 2017    | Defendant                       | Lee Sung-kyu             |                           |               |
| 2017    | Age of Youth 2                  | Seo Jang-hoon            | 12 episodios              |               |
| 2017    | Because This is My First Life   | Shim Won-seok            | 16 episodios              |               |
| 2018    | Drama Special - Almost Touching | Kang Sung-chan           |                           |               |
| 2018    | The Beauty Inside               | Han Se-gye (como hombre) | Ep. 5-6                   |               |
| 2020-21 | Amor en la ciudad               | Choi Kyung-joon          | 17 episodios              | [ 28 ]        |
| 2021    | Racket Boys                     | Hun-hoon                 | Aparición especial, ep. 2 |               |
| 2021    | Starting Today, Engine ON       | Cha Dae-hyun             | 4 episodios               | [ 29 ]        |
| 2022    | Bloody Romance                  | Lloyd                    |                           |               |
| 2022-23 | The Forbidden Marriage          | Wang-bae                 |                           | [ 30 ]        |
| 2023    | Delivery Man                    | Do Kyu-jin               |                           | [ 31 ] [ 32 ] |
| 2023-24 | Un buen día para ser perro      | Kang Eun-hwan            | Aparición especial        | [ 33 ]        |
| 2024    | Mi San Valentín militar         | Lloyd                    | Serie web, 16 episodios   | [ 34 ] [ 35 ] |

### Películas
| Año  | Título               | Personaje   | Notas |
| ---- | -------------------- | ----------- | --- |
| 2013 | Moebius              | Maleante    | junto a Cho Jae-hyun, Seo Young-joo, Lee Eun-woo y Kim Jae-hong                                                 |
| 2017 | A Special Lady       | Joo-hwan    | junto a Kim Hye-soo, Lee Sun-kyun, Lee Hee-joon y Choi Moo-sung                                                 |
| 2018 | Monstrum             | -           | junto a Kim Myung-min, Kim In-kwon, Lee Hye-ri, Choi Woo-shik, Park Hee-soon, Lee Geung-young y Park Sung-woong |
| 2019 | The Clowns           | Pal-poong   | |
| 2021 | Shark: The Beginning | Cha Woo-sol | junto a Wi Ha-joon, Jung Won-chang y Lee Hyun-wook                                                              |

### Programas de variedades
| Año  | Título                              | Notas                                             |
| ---- | ----------------------------------- | ------------------------------------------------- |
| 2011 | Superstar K3                        | concursante                                       |
| 2016 | Saturday Night Live Korea           | invitado                                          |
| 2016 | Radio Star                          | ep. 478 - invitado                                |
| 2016 | Celebrity Bromance                  | 5 episodios (ep. 25-29) - junto a L - miembro     |
| 2016 | King of Mask Singer                 | 2 episodios (ep. 59-60) - como "The Sun's Junior" |
| 2016 | Running Man                         | ep. #304 - invitado                               |
| 2016 | Flower Crew                         | miembro                                           |
| 2017 | Law of the Jungle in Kota Manado    | 4 episodios (ep. 252-255) - miembro               |
| 2017 | Please Take Care of My Refrigerator | invitado                                          |
| 2017 | Living Together in Empty Room       | ep. 23 - invitado                                 |
| 2018 | It’s Dangerous Beyond The Blankets  | 4 episodios (ep. 1-2 y 6-7) miembro               |
| 2020 | Knowing Bros (Ask Us Anything)      | invitado - junto a Ji Chang-wook y Ryu Kyung-soo  |
| 2021 | Hurrah for Independence             | miembro                                           |

### Presentador
| Año         | Programa                 | Notas                                                     |
| ----------- | ------------------------ | --------------------------------------------------------- |
| 2018        | 54th Baeksang Arts Award | [ 43 ]                                                    |
| 2016 - 2017 | Inkigayo                 | co-presentador - junto a Yoo Jeong-yeon y Gong Seung-yeon |

### Radio
| Año  | Programa                         | Notas                         |
| ---- | -------------------------------- | ----------------------------- |
| 2021 | Park Ha-Sun's Cinetown           | invitado - junto a Wi Ha-joon |
| 2017 | Park So Hyun’s Love Game         | -                             |
| 2016 | Jang Ye Won's A Night Like Today | -                             |

### Videos musicales
| Año  | Artista | Canción            | Notas                        |
| ---- | ------- | ------------------ | ---------------------------- |
| 2017 | Joo     | "One Late Morning" | apareció en el video musical |

### Revistas / sesiones fotográficas
| Año  | Título            | Notas  |
| ---- | ----------------- | ------ |
| 2020 | The Star Magazine | [ 47 ] |
| 2020 | @star1            | [ 48 ] |

### Anuncios
| Año  | Título      | Notas                  |
| ---- | ----------- | ---------------------- |
| 2016 | EDWIN Korea | junto a Park Kyu-young |

## Premios y nominaciones
| Año  | Premio                   | Categoría                                         | Series / Programas     | Resultado |
| ---- | ------------------------ | ------------------------------------------------- | ---------------------- | --------- |
| 2016 | 5th APAN Star Award      | Best New Actor                                    | Descendants of the Sun | Nominado  |
| 2016 | 9th Korea Drama Award    | Best New Actor                                    | Descendants of the Sun | Nominado  |
| 2016 | SBS Entertainment Award  | Best Entertainer Award                            | Inkigayo               | Ganó      |
| 2016 | SBS Drama Award          | New Star Award                                    | Doctor Crush           | Ganó      |
| 2017 | 53rd Baeksang Arts Award | Best New Actor (TV)                               | Doctor Crush           | Ganó      |
| 2017 | 1st The Seoul Award      | Best New Actor (Drama)                            | Defendant              | Ganó      |
| 2017 | SBS Drama Award          | Excellence Award, Actor in a Monday–Tuesday Drama | Defendant              | Nominado  |